# Riesendrossel
Die Riesendrossel (Turdus fuscater)  ist ein Singvogel aus der Familie der Drosseln (Turdidae). Sie gehört nicht zu den gefährdeten Arten.

## Beschreibung
Der dunkelgraue männliche Vogel hat einen gelben Schnabel, gelbe Irisringe und hellgraues Brustgefieder; das Weibchen ist weniger auffällig und bräunlich grau.
Die Riesendrossel erreicht eine Körperlänge von bis 35 Zentimetern, und ein Gewicht von 130 bis 150 Gramm.

## Lebensraum
Neben Venezuela, Kolumbien, Ecuador und Peru zählt noch der Nordwesten von Bolivien zum Verbreitungsgebiet.

## Unterarten
Es sind folgende Unterarten beschrieben worden:
- Turdus fuscater cacozelus, (Bangs, 1898)[3] – Diese Unterart kommt in der Sierra Nevada de Santa Marta vor.
- Turdus fuscater clarus Phelps & W. H. Phelps Jr, 1953[4] – Diese Subspezies ist in der Sierra de Perijá im Nordosten Kolumbiens und dem Nordwesten Venezuelas verbreitet.
- Turdus fuscater fuscater d’Orbigny & Lafresnaye, 1837[5] – Die Nominatform kommt im Westen Boliviens vor.
- Turdus fuscater gigantodes Cabanis, 1873[6] – Das Verbreitungsgebiet dieser Unterart ist der Süden Ecuadors bis ins zentrale Peru.
- Turdus fuscater gigas Fraser, 1841[7] – Diese Unterart ist in den Anden im Nordosten Kolumbiens und dem Nordwesten Venezuelas verbreitet.
- Turdus fuscater ockendeni Hellmayr, 1906[8] – Diese Unterart kommt im Südosten Perus vor.
- Turdus fuscater quindio Chapman, 1925[9] – Diese Subspezies kommt im Süden und Westen Kolumbiens und dem Norden Ecuadors vor.

## Ernährung
Die Riesendrossel ernährt sich hauptsächlich von Früchten, und Beeren, aber auch  von Würmern und Insekten.

## Fortpflanzung
Das Weibchen legt zwei bis drei Eier, welche etwa zwei Wochen bebrütet werden, bevor die Jungvögel schlüpfen.

## Galerie

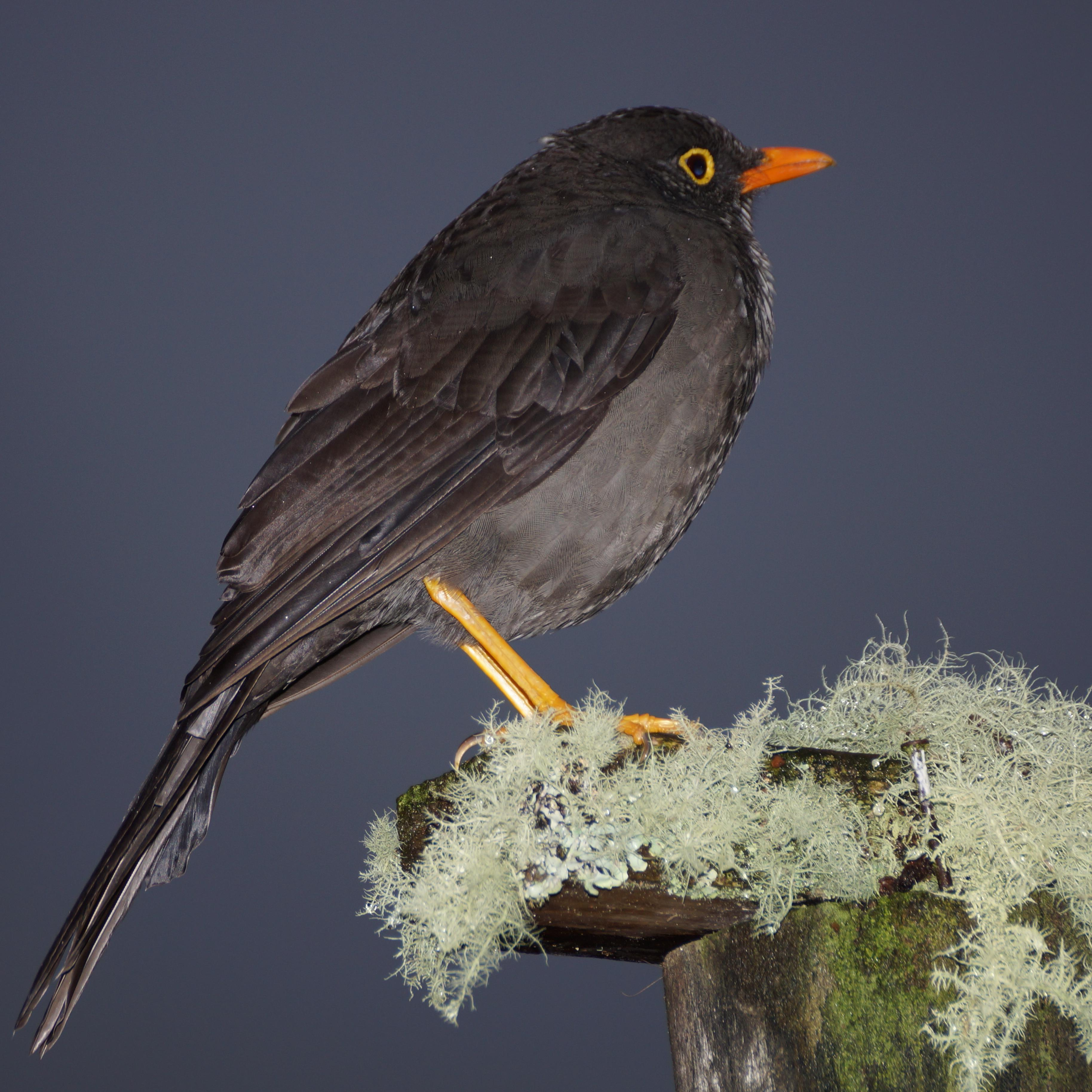
Turdus Fuscater, Männchen
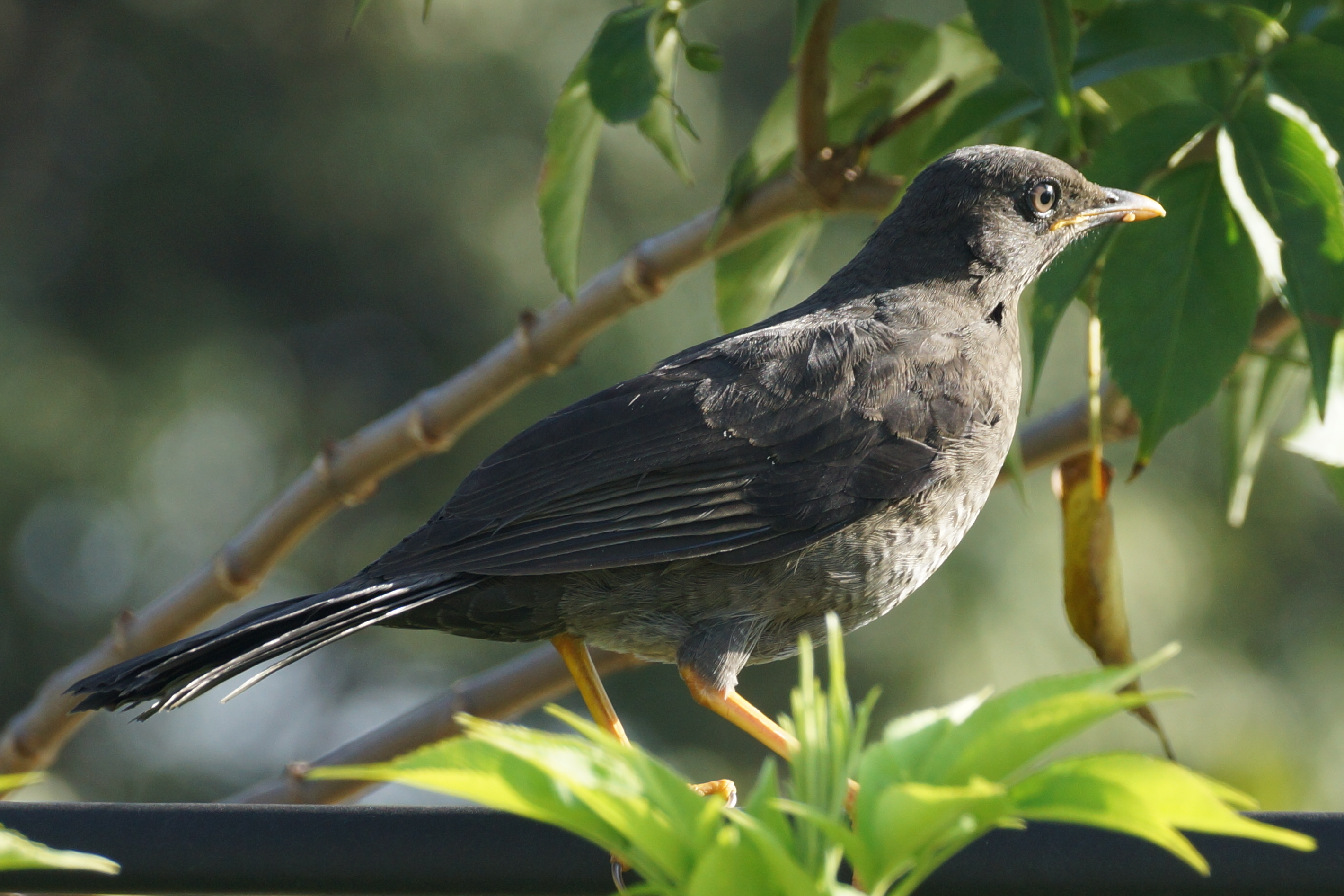
Turdus Fuscater, Weibchen